# Krankenhaus für Infektionskrankheiten und Pneumologie Dr. Victor Babeș
Das Krankenhaus für Infektionskrankheiten und Pneumologie Dr. Victor Babeș (rumänisch Spitalul Clinic de Boli Infecțioase și Pneumofiziologie Dr. Victor Babeș) wurde 1920 im Jagdwald Temeswar (rumänisch: Pădurea Verde Timișoara) als einziges Infektionskrankenhaus im Westen Rumäniens gegründet.

## Geschichte
Im Jahr 1920 wurden im Jagdwald drei Pavillons des Spitals für Lungen- und Infektionskrankheiten mit 130 Betten erbaut.
Der Mediziner Alfred Metz erwarb sich besondere Verdienste in der Organisation und Leitung der funktionellen Labortätigkeit und der Hämatologie des Infektionskrankenhauses zwischen 1930 und 1939.
Von  1949 bis 1969 war Hans Röhrich Klinikleiter am Krankenhaus für Infektionskrankheiten und Pneumologie Dr. Victor Babeș, wo er die erste Abteilung für Thorax- und Lungenchirurgie in Temeswar aufbaute.  1958 fand die erste Lungensegmentresektion statt. Ab 1961 erzielte die Thorax-Chirurgie Erfolge in den Bereichen  Thorax-Plastik, Pneumothorax, Mediastinum, Rippenresektion und Perikard.
Der Nachfolger von Hans Röhrich war Virgil Ene, der die Klinik ab 1970 leitete.
Seit 1952 trägt das Krankenhaus den Namen des rumänischen Pathologen Victor Babeș.
Das Krankenhaus verfügt über eine Abteilung für Pneumologie mit 75 Betten, davon 60 für Tuberkulose, und eine Abteilung für Infektionskrankheiten mit 60 Betten, davon vier für AIDS-Patienten. Zudem hat das Krankenhaus eine Abteilung für Raucherentwöhnung und ein Schlaflabor.
Das Krankenhaus für Infektionskrankheiten und Pneumologie Dr. Victor Babeș in Temeswar ist das einzige seiner Art im Westen Rumäniens. Es versorgt Patienten aus dem Kreis Timiș und aus den benachbarten Kreisen Arad, Hunedoara und Caraș-Severin.